# Tituboea nevoi
Tituboea nevoi là một loài bọ cánh cứng trong họ Chrysomelidae. Loài này được Lopatin & Chikatunov miêu tả khoa học năm 2001.